# 日本国憲法第13条
日本国憲法 第13条（にほんこくけんぽう だい13じょう）は、日本国憲法の第3章にある条文で、個人の尊重（尊厳）、幸福追求権及び公共の福祉について規定し、第11条・第12条とともに、人権保障の基本原則を定めている。

## 条文
日本国憲法 - e-Gov法令検索

第十三条すべて国民は、個人として尊重される。生命、自由及び幸福追求に対する国民の権利については、公共の福祉に反しない限り、立法その他の国政の上で、最大の尊重を必要とする。

## 解説
本条は、基本的人権の内容につき規定する第3章に位置し、いわゆる人権カタログにおける包括的条文としての役割を果たす。「個人の尊厳」は、日本国憲法の三大原理の根底に置かれる理念であるとされる。また、憲法が「基本的人権の尊重」を目的として、憲法を構成する基本的原理とすることの根拠条文の一つとなっている。
第14条以下の各規定に具体的な根拠を求めにくいが憲法上の保護が認められるべき権利については、本条を根拠として憲法上保護された権利であると認められることがある（プライバシーの権利や肖像権や環境権など）。これらの権利は、比較的その権利性が重視されるようになったのが最近であることから、「新しい人権」と呼ばれるものが多い。
日本国憲法が施行以来改正されていないことから、新しい人権に関して、憲法の条項を新設して明示にて人権カタログに追加する余地はなく、そのため、特定の権利について憲法上その権利を保護すべきと考える場合には、それを憲法の条項中、どの条文を基礎とするものと位置づけるべきかが議論となり、包括的な内容を有する本条が根拠条文としてよく利用されてきたと言える。
第2文に規定されるうち、「幸福追求に対する国民の権利」の部分については、幸福追求権と呼ばれ、本条の中では比較的具体的に規定されたものとして捉えられている。
なお、大日本帝国憲法には、本条に相当する人権（臣民の権利）に関する包括的な規定は存在しない。
この条文はアメリカ独立宣言にその思想的淵源を持つことは、文言自体からして明瞭であり、さらにジョン・ロックの「生命・自由および財産」と何らかの関係を有することであろうことも推察されている。
ロックの「財産」の広義性からさらにより豊かな表現である「幸福の追求」に変わったと解されている。
この「幸福追求権」はイギリスの憲法、コモン・ロー上の具体的諸権利を結びつきながら、根元的な自然権として観念されていたことに注目する必要がある。
独立宣言時、「幸福」といえば、公的事柄について討論し、決定に加わるということにともなう人間の充実感である「公的幸福」を意味していたといわれる。
そうした意味で、本条にいう「幸福」には歴史的にも、また人間本来の生のありかたからしても、「公的幸福」の側面が部分的にせよ随伴していることが認識されると解されている。
独立宣言がロックが「財産」と言った代わりに「幸福の追求」という言葉を入れたのは特別の意味がある。
アメリカはもともとピューリタン革命の前にイギリスから脱出したピューリタンが築いた土地であり、本来が宗教的な国家である。ピューリタンにとって国家建設の目的とは地上に神の秩序を実現することであった。政府や指導者の義務は「公共善」を発見し平和と秩序を維持しその実現をはかることであった。こうした背景のうえに当時生まれてきていた私益の追及も公益に資するものだという商業活動や経済的な利益の追求を肯定し容認する功利的な観念が加わり「幸福の追求」という文言が入ったと見られている。
人権は近代民主主義の発展とともに欧米に発した概念であるが、その基本にキリスト教の思想がある。日本国憲法13条の「すべて国民は個人として尊重される」と規定される条項が意味をもつには、個人は万能たる神に対峙しており神の目によって、おのずから制約原理が存するという前提条件が必要であることが指摘されている。
「個人の尊重」のみが独り歩きし、「個人の放縦」にゆきつきかねない進歩的といわれる憲法学者らの解釈は戦後における人権概念の基本的問題の原因であるとも指摘されている。

## 沿革

### アメリカ独立宣言
われわれは、以下の事実を自明のことと信じる。すなわち、すべての人間は生まれながらにして平等であり、その創造主によって、生命、自由、および幸福の追求を含む不可侵の権利を与えられているということ。

この条文はアメリカ独立宣言にその思想的淵源を持つことは、文言自体からして明瞭であり、さらにジョン・ロックの「生命・自由および財産」と何らかの関係を有することであろうことも推察されている。

### 大日本帝国憲法
なし

### 連合国軍最高司令官総司令部の草案
「GHQ草案」、国立国会図書館「日本国憲法の誕生」。

#### 日本語
第十二条日本国ノ封建制度ハ終止スヘシ一切ノ日本人ハ其ノ人類タルコトニ依リ個人トシテ尊敬セラルヘシ一般ノ福祉ノ限度内ニ於テ生命、自由及幸福探求ニ対スル其ノ権利ハ一切ノ法律及一切ノ政治的行為ノ至上考慮タルヘシ

#### 英語
Article XII.The feudal system of Japan shall cease. All Japanese by virtue of their humanity shall be respected as individuals. Their right to life, liberty and the pursuit of happiness within the limits of the general welfare shall be the supreme consideration of all law and of all governmental action.

### 憲法改正草案要綱
「憲法改正草案要綱」、国立国会図書館「日本国憲法の誕生」。

第十二凡テ国民ノ個性ハ之ヲ尊重シ其ノ生命、自由及幸福希求ニ対スル権利ニ付テハ公共ノ福祉ニ牴触セザル限リ立法其ノ他ノ諸般ノ国政ノ上ニ於テ最大ノ考慮ヲ払フベキコト

### 憲法改正草案
「憲法改正草案」、国立国会図書館「日本国憲法の誕生」。

第十三条すべて国民は、個人として尊重される。生命、自由及び幸福追求に対する国民の権利については、公共の福祉に反しない限り、立法その他の国政の上で、最大の尊重を必要とする。

## 国連の勧告「国内法を国際人権規約に合致させるよう、法的措置をとるべき」
国際連合人権委員会は、国際条約である国際人権規約に基づき、「公共の福祉」を理由とした基本的自由の制限が懸念されるため、「国内法を規約に合致させるよう」、また「法的措置をとるべき」と日本国に対して勧告している。

### 1998年11月6日（日本時間）の勧告
市民的及び政治的権利に関する国際規約（B規約）人権委員会は、1998年11月5日に開催された第1726回及び第1727回会合（CCPR/C/SR.1726-1727）において最終見解を採択した。
- 主な懸念事項及び勧告

委員会は、「公共の福祉」に基づき規約上の権利に付し得る制限に対する懸念を再度表明する。この概念は、曖昧、無制限で、規約上可能な範囲を超えた制限を可能とし得る。前回の見解に引き続いて、委員会は、再度、締約国に対し、国内法を規約に合致させるよう強く勧告する。

### 2008年10月30日（日本時間）の勧告
自由権規約委員会は、2008年10月28日及び29日に開催された第2592回、第2593回、第2594回会合において最終見解を採択した。
- 主な懸念事項及び勧告

委員会は、「公共の福祉」が、恣意的な人権制約を許容する根拠とはならないという締約国の説明に留意する一方、「公共の福祉」の概念は、曖昧で、制限がなく、規約の下で許容されている制約を超える制約を許容するかもしれないという懸念を再度表明する。（第２条） 。
締約国は、「公共の福祉」の概念を定義し、かつ「公共の福祉」を理由に規約で保障された権利に課されるあらゆる制約が規約で許容される制約を超えられないと明記する立法措置をとるべきである。

### 2014年7月24日（日本時間）の勧告
自由権規約委員会は、2014年7月23日に開催された第3091回及び第3092回会合（ CCPR/C/SR.3091, CCPR/C/SR.3092）において，以下の最終見解を採択した。
- 主な懸念事項及び勧告

「公共の福祉」を理由とした基本的自由の制限
委員会は，「公共の福祉」の概念が曖昧で制限がなく，規約の下で許容されている制限を超える制限を許容し得ることに，改めて懸念を表明する（第２条，第１８条及び第１９条）。
委員会は，前回の最終見解（CCPR/C/JPN/CO/5, para. 10）を想起し，締約国に対し，第１８条及び第１９条の各第３項に規定された厳格な要件を満たさない限り，思想，良心及び宗教の自由あるいは表現の自由に対する権利への如何なる制限を課すことを差し控えることを促す。

## 関連訴訟・判例
- 最高裁判所第三小法廷判決昭和33年5月6日[13] - 憲法11条、憲法18条、刑法18条
- 最高裁判所大法廷判決昭和35年7月20日[14] - 憲法21条、憲法11条、憲法13条
- 京都府学連事件[15]
  - 憲法13条は、国民の私生活上の自由が、警察権等の国家権力の行使に対しても保護している。
  - 個人の私生活上の自由の一つとして、何人も、その承諾なしに、みだりにその容ぼう・態姿を撮影されない自由を有する。
  - 警察官が犯罪捜査の必要上写真を撮影する際に、犯人のみならず第三者である個人が含まれているとしても、許容される場合があり得る。
- 前科照会事件[16]
  - 会社の解雇を巡る争訟で京都市中京区長が犯罪歴を開示した事件、およびその是非について争われた
  - 「前科及び犯罪経歴は人の名誉、信用に直接に関わる事項であり、前科等のあるものもこれをみだりに公開されないという法律上の保護に値する利益を有する」
  - 「市区町村長が漫然と弁護士会の照会に応じ、犯罪の種類、軽重を問わず、前科等のすべてを報告することは、公権力の違法な行使にあたると解するのが相当である。」
- 堀木訴訟[17] - 憲法14条、憲法25条
- オービス事件[18]
- 北方ジャーナル事件[19] - 憲法13条、憲法21条
- ノンフィクション「逆転」事件[20]
- 外国人指紋押捺拒否事件[21] - 外国人指紋押捺制度の合憲性
  - 憲法13条によって、個人の私生活上の自由の一つとして、何人もみだりに指紋の押なつを強制されない自由を有する。
  - 国家機関が正当な理由なく指紋の押なつを強制することは、同条の趣旨に反し許されず、我が国に在留する外国人にも等しく及ぶ。
  - しかし、その自由も公共の福祉のため必要がある場合には相当の制限を受け、外国人指紋押捺制度は合憲である。
- エホバの証人輸血拒否事件[22]
- らい予防法違憲国家賠償訴訟（熊本地裁 2001年（平成13年）5月11日） 原告勝訴 - 国側控訴せず確定
  - 国立療養所などで生活するハンセン病元患者が、らい予防法などによる隔離政策で人権を侵害されたとして、国に賠償を求めた。
  - 争点：国策として、ハンセン病患者を療養所に強制的に隔離したことの是非
  - 熊本地裁判決：隔離政策については一定の理解を示したが、1960年以降については、隔離規定の第13条違反は明白として国の責任を認め賠償の支払いを命じた（特効薬「プロミン」が1960年より遥か以前の1943年に開発され、患者だった人たちは基本的に完治していた。つまり隔離の必要性が無かった。詳しくは日本のハンセン病問題・無癩県運動の項参照）。
- 「石に泳ぐ魚」出版差止請求事件[23]
- 障害者自立支援法違憲訴訟 (PDF)  憲法13条・第14条・第25条 - 原告と厚生労働省との和解により終結。
  - 平成25年8月迄に障害者自立支援法の廃止し、新たな総合的な福祉法制を実施する。
  - 障害者自立支援法制定の総括と反省。
- 2011年、選択的夫婦別姓制度などを求め、事実婚の夫婦など5名が、現在の夫婦同氏を強制し夫婦別姓を認めない民法の規定は日本国憲法第13条・第24条に違反するとして、国に賠償を求めたが、最高裁で棄却[24] された。
- 性同一性障害特例法性別変更手術要件違憲訴訟[25]
  - 性同一性障害者が戸籍上の性別の変更をする際、生殖機能を永続的に欠く状態であることを要件とする性同一性障害者の性別の取扱いの特例に関する法律第3条第1項第4号の規定は、憲法13条に違反する（最高裁判所大法廷における13条違反を理由とした法令違憲の判断は初）。
  - 申立人の、変更先の性別の性器に近似する外観を備えていなければならないという性同一性障害特例法第3条第1項第5号の規定も憲法に違反するという主張については、高裁に差し戻された。
  - 2024年7月10日、広島高等裁判所は本事件の差戻審において、生殖不能要件（4号要件）の違憲無効を前提として、外観要件（5号要件）についても「違憲の疑いがある」とした上で、「他者の目に触れたときに特段の疑問を感じないような状態」であれば手術がなくとも性別変更が認められうるとし、申立人がホルモン治療によってすでに女性的な体になっていることなどから、申立人の性別変更を認める決定をした[26]
- 旧優生保護法不妊手術違憲国家賠償請求訴訟[27]
  - 優生保護法により不妊手術を強制された障害者らが、同法の立法及び改正しないまま長らく放置した立法不作為について憲法13条違反を理由として国家賠償を求めた事案
  - 2024年7月3日、最高裁判所大法廷において、原告全面勝訴の判決が言い渡された。原審で勝訴した4件に関しては、国側の上告を棄却し、国に賠償を命じる判決が確定した。また、原審で原告が敗訴した1件についてはその判決を破棄し、賠償額の算定等のために仙台高裁での審理のやり直しを命じた[28]。

## その他

### 自衛権
政府による「武力の行使の「新三要件」」の一つ目に、憲法13条の条文にある「生命、自由、幸福追求の権利」という言葉が使用されている。武力攻撃を受けたことにより、これらが根底から覆される明白な危険があった場合に武力行使ができる要件の一つとしている。

## 関連条文
- 日本国憲法第11条
- 日本国憲法第24条第2項（個人の尊厳）
- 日本国憲法第25条（生存権、国の社会保障義務）
- 日本国憲法第97条

### 他国における類似法規
- ドイツ連邦共和国基本法第1条および2条
- 大韓民国憲法第10条